# Helmut Borufka
Helmut Borufka (* 26. Oktober 1918 in Tannwald, Böhmen; † 2003 in Berlin-Köpenick) war ein Offizier der Nationalen Volksarmee der DDR.

## Militärische Laufbahn
Der Sohn eines kaufmännischen Angestellten erlernte nach seinem Schulbesuch, den er 1937 mit dem Abitur an der Handelsakademie in Gablonz abschloss, als Volontär den Beruf eines Exportkaufmanns im Landmaschinenhandel. Von 1937 bis 1938 leistete er Wehrdienst als Offiziersschüler der Kavallerie in der tschechoslowakischen Armee. Im Anschluss hieran war er vorerst erwerbslos und Gelegenheitsarbeiter. Nach der Besetzung des Sudetenlandes im Oktober 1938, der Zerschlagung der Rest-Tschechei und der Errichtung des Protektorates Böhmen und Mähren wurde Borufka als Panzergrenadier in die Wehrmacht übernommen. 1941 wurde Borufka zum Leutnant der Reserve befördert. 1943 war er als Kompanieführer Führer einer Funkeinheit. Als Parlamentär eingesetzt geriet er 1943 in Stalingrad in sowjetische Kriegsgefangenschaft. Dort trat er noch im gleichen Jahr dem Nationalkomitee Freies Deutschland bei.
1949 ging Borufka in die Sowjetische Besatzungszone (SBZ), wurde SED-Mitglied und trat am 10. Juli 1949 in die bewaffneten Organe der SBZ (Deutsche Volkspolizei) ein. Dort war er bis 1951 Leiter der Abteilung Ausbildung und Schulung in der Hauptverwaltung für Ausbildung, wo er am 1. Januar 1950 den Rang eines Chefinspekteurs erhielt. Anschließend besuchte er von 1951 bis 1952 einen Sonderlehrgang in der Sowjetunion. Am 1. Oktober 1952 wurde ihm der einem Chefinspekteur entsprechende militärische Dienstgrad eines Generalmajors verliehen. In diesem Dienstgrad war Borufka bis 1955 Chef der Verwaltung Ausbildung und Inspektion bei der Kasernierten Volkspolizei (KVP). 1955 stieg er zum Stellvertretenden Chef der KVP für Ausbildung und Lehranstalten auf.
Von 1956 bis 1957 war er Chef der Ausbildung im Ministerium für Nationale Verteidigung (MfNV). 1957 wurde Borufka Stellvertretender Chef und Chef des Stabes im Kommando der Deutschen Grenzpolizei/Grenztruppen (später Grenztruppen der DDR). Nach einem zweijährigen Lehrgang an der Moskauer Generalstabsakademie kehrte Borufka 1964 auf diesen Dienstposten zurück. 1965 wurde er Chef der Verwaltung Schulen und Weiterbildung im MfNV, was er bis 1974 blieb. In dieser Position wurde er zum 1. März 1971 zum Generalleutnant befördert. Von 1974 bis zum 31. Dezember 1982 war Borufka Hauptinspekteur der NVA. Danach schied er aus den aktiven Dienst aus und ging in den Ruhestand. Borufka ist Träger des Vaterländischen Verdienstordens in Gold, Träger des Scharnhorst-Ordens sowie diverser anderer Orden und Ehrenzeichen.
1995 wurde Borufka aufgrund seiner Mitwirkung am Schießbefehl und wegen mehrfachem versuchten Totschlags vor dem Berliner Landgericht angeklagt. 1996 wurde er für verhandlungsunfähig erklärt und das Verfahren später eingestellt.

## Auszeichnungen in der DDR
- 1985 Medaille „40. Jahrestag des Sieges im Großen Vaterländischen Krieg 1941–1945“[2]